# PSGI
PSGI（Perl Web Server Gateway Interface）は、プログラミング言語Perlで使われる、WebアプリケーションとWebサーバを接続するインタフェースの1つであり、PerlにおけるWebアプリケーション用標準インタフェースとして使われることが意図されている。

## 動機および概要
Perlスクリプトは、実行ファイル形式またはモジュール形式を用いてウェブアプリケーションとして実行できる。そのための枠組みの例として、CGI, FastCGI, SpeedyCGI, mod_perl, ISAPIなどが従来から存在する。これらのうちCGIが最も古典的でシンプルな実行方法として知られているが、クライアントからのリクエストのたびにプロセスの起動・破棄を行うため、サーバへの負担が大きく、ユーザへのレスポンスにも時間がかかる。また、このような起動形態ではデータベースとの接続といった必要な初期化も毎回行わなければならない。これらの問題を解決するために、FastCGI, SpeedyCGI, mod_perlなどが考案された。これらの環境では、Webアプリケーションプロセスを起動したままにして、リクエスト毎にこのプロセスがWebサーバと何らかのインタフェースで通信することで、プロセス起動や各種の初期化にかかるオーバーヘッドを排除している。しかしながら、これらの実行環境 (FastCGI, mod_perl, etc.) はそれぞれインタフェイスが異なるため、ウェブアプリケーションフレームワークごとに、それらの差異を吸収するためのコードが繰り返し再発明されていた。
この問題を解決すべく、宮川達彦氏を主導として、PythonのWSGIやRubyのRackから着想を得た、PSGIというウェブアプリケーション用の規格が策定された。また、同時にPSGIのリファレンス実装であるPlackも発表された。PlackはCPANからダウンロードできる。PSGIの登場と普及により、具体的な実行環境を意識することなくウェブアプリケーションを作成できるようになった。2010年現在では、ほとんどのPerl製WebアプリケーションフレームワークがPSGIに対応している。

## PSGIアプリケーションの例
以下は、最も単純なPSGIアプリケーションの例である：
```
my
 
$app
 
=
 
sub
 
{

    
return
 
[
200
,
 
[
'Content-Type'
 
=>
 
'text/plain'
],
 
[
"hello, world\n"
]];

}

```

これをPSGIサーバの1つであるPlackで実行するには、hello.psgiとして保存して、コマンドラインシェルでplackup hello.psgiを実行すればよい。

## PSGIに対応しているWebフレームワーク
- Catalyst
- Jifty
- CGI::Application
- HTTP::Engine
- Dancer
- Mason
- Squatting
- Continuity
- Maypole
- Tatsumaki
- Mojolicious

## 実行環境
具体的にどの実行環境を使用するかはオペレーティングシステムやウェブサーバによって異なるが、次のような利用方法がある。
UNIX系
Apache
- CGI
- FastCGI
- SpeedyCGI
- mod_perl

- uWSGI

lighttpd
- CGI
- FastCGI

Nginx
- uWSGI
- FastCGI

Windows
IIS
- CGI
- ISAPI

Apache
- CGI
- FastCGI
- SpeedyCGI
- mod_perl
- ISAPI

AN HTTPD
- CGI
- ISAPI